# Zapardiel de la Cañada
Zapardiel de la Cañada – gmina w Hiszpanii, w prowincji Ávila, w Kastylii i León, o powierzchni 40,33 km². W 2011 roku gmina liczyła 114 mieszkańców.